# Aurskog-Høland
Aurskog-Høland è un comune norvegese della contea di Akershus.
Dal 1º gennaio 2020 al 31 dicembre 2023 ha fatto parte della contea di Viken.